# Aeroportul Baitadi
Aeroportul Baitadi (IATA: BIT, ICAO: VNBT) este un aeroport din Nepal.
aeroportul dispune de o singură pistă.